# Mary Alice Danaher
Mary Alice Danaher, née le 20 décembre 1928 à Montréal et décédée le 13 août 2005 à Howe Island, Ontario, est une enseignante, une organisatrice communautaire et une religieuse de la Congrégation de Notre-Dame de Montréal. Elle est principalement connue pour avoir favorisé l'accès à l'éducation des membres des Premières Nations de la région de Canim Lake et des collectivités avoisinantes, en Colombie-Britannique.

## Biographie

### Enfance et formation
Mary Alice Danaher naît à Montréal, le 20 décembre 1928, dans le quartier Notre-Dame-de-Grâce. Elle est la fille de John Danaher et de Kathleen Hinphy et a six frères et sœurs. Elle détient un baccalauréat du Collège Marianopolis, un certificat en enseignement du St. Joseph's Teachers' College, une maîtrise en psychologie de l'Université de Toronto et un doctorat en administration de l'éducation de l'Université Gonzaga.

### Religieuse et enseignante
Mary Alice Danaher fait sa profession dans la Congrégation de Notre-Dame de Montréal en 1949, puis enseigne à l'école St. Anthony, dans le quartier de la Petite-Bourgogne, à Montréal, pendant une douzaine d'années. En 1960, elle déménage à Richmond pour y enseigner à l'école catholique Notre-Dame, puis aide à organiser l'école secondaire régionale de Richmond lorsque celle-ci est créée dans le cadre des réformes du système d'éducation des années 1960 au Québec. Elle œuvre à Richmond pendant 16 ans en tout, en tant qu'enseignante, administratrice et en créant un foyer d'hébergement pour jeunes,.

### Éducation supérieure à Canim Lake et fin de carrière

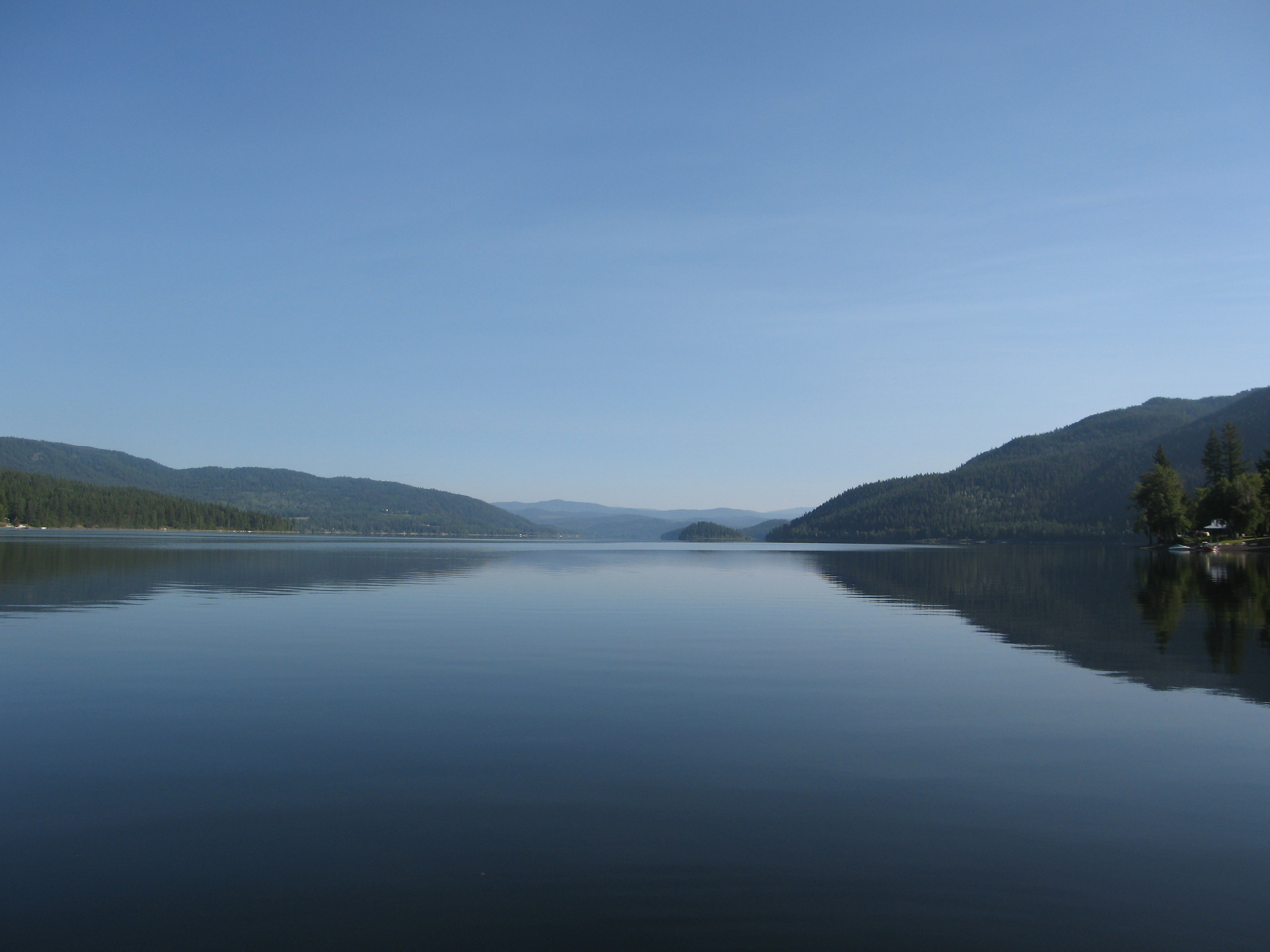
Canim Lake en 2008.

Entre 1970 et 1972, puis de 1978 à 2005, sœur Danaher œuvre à Canim Lake, en Colombie-Britannique, comme enseignante et comme coordinatrice communautaire et éducative en collaboration avec la Première Nation de Canim Lake. Elle donne initialement des cours reliés à l'économie domestique, mais propose rapidement à ses étudiants et aux autres membres de la communauté de créer une école primaire et secondaire à l'extérieur du système publique qui pourrait mieux répondre à leurs besoins,. Alors que certains des habitants de Canim Lake approchent la fin de leurs études secondaires, elle conjugue ses efforts à ceux du chef de l'époque et de la coordinatrice de l'éducation de la communauté, Roy et Charlotte Christopher, pour mettre sur pied un baccalauréat en leadership autochtone en collaboration avec l'Université Gonzaga. Le programme permet notamment aux étudiants de faire leurs classes à Canim Lake en supportant le déplacement des professeurs, menant éventuellement à la diplomation de 21 d'entre eux en 1993,.
Sœur Danaher devient ensuite coordinatrice de l'éducation du Cariboo Tribal Council et travaille, dès 1996, à la création du programme de la Cariboo-Chilcotin Weekend University, une initiative d'éducation supérieure regroupant quinze Premières Nations de la région, l'Université du nord de la Colombie-Britannique et l'Université Thompson-Rivers. Le programme est gratuit pour les membres des Nations organisatrices et offre des cours bimensuels pour permettre de le compléter en continuant de travailler. Plusieurs de ses diplômés ont ensuite souligné l'impact important que cette opportunité d'éducation supérieure adaptée aux cultures autochtones a eu sur les communautés de la région, même après sa conclusion en septembre 2011,.
Au début des années 2000, son dévouement à la cause d'une éducation qui respecte l'identité culturelle de ses élèves est reconnu par l'Université Thompson-Rivers, l'Université Gonzaga et par l'Université du nord de la Colombie-Britannique. Elle est admise dans l'Ordre du Canada en 2002 et encourage alors la gouverneure générale de l'époque à tenir la cérémonie d'investiture à Canim Lake afin d'attirer l'attention sur les succès et les besoins de la communauté locale. Après plus de 25 ans d'efforts à Canim Lake, Mary Alice Danaher décède le 13 août 2005 à Howe Island, en Ontario,.

## Honneurs et reconnaissances
- 1985 : Aînée et membre honoraire de la bande de Canim Lake[1],[2]
- 2001 : Doctorat honorifique en droit de l'University College of the Cariboo (maintenant l'Université Thompson-Rivers)[2],[4]
- 2003 : Membre de l'Ordre du Canada[3],[6]
- 2004 : Médaille DeSmet - Université Gonzaga[2]
- 2005 : Doctorat honorifique en droit de l'Université du nord de la Colombie-Britannique[5],[7]